# Brandon Coupe
Brandon Coupe (* 11. April 1972 in Roseville, Kalifornien) ist ein ehemaliger US-amerikanischer Tennisspieler.

## Karriere
Die meisten seiner Erfolge feierte er als Doppelspieler. Während seiner Karriere gewann er einen Doppeltitel, den er sich 1998 in Bologna mit Paul Rosner sicherte. Sein Karrierehoch erreichte er 1999 als Nummer 62 der Weltrangliste im Doppel. Auf Grand-Slam-Ebene gelang ihm 2002 bei den US Open sein bestes Abschneiden mit dem Erreichen des Viertelfinals. Im Einzel spielte er auf der ATP Tour nur ein Match und erreichte Platz 673 im Jahr 1995. Sein letztes Turnier spielte er 2005.

## Erfolge
| Legende                       |
| Grand Slam                    |
| Tennis Masters Cup            |
| ATP Masters Series            |
| ATP International Series Gold |
| ATP International Series (1)  |
| ATP Challenger Series (11)    |

| ATP-Titel nach Belag |
| Hartplatz (0)        |
| Sand (1)             |
| Rasen (0)            |
| Teppich (0)          |

### Doppel

#### Turniersiege

##### ATP Tour
| Nr. | Datum         | Turnier | Belag | Partner     | Finalgegner                       | Ergebnis |
| --- | ------------- | ------- | ----- | ----------- | --------------------------------- | -------- |
| 1.  | 14. Juni 1998 | Bologna | Sand  | Paul Rosner | Giorgio Galimberti Massimo Valeri | 7:6, 6:3 |

##### Challenger Tour
| Nr. | Datum             | Turnier           | Belag     | Partner           | Finalgegner                          | Ergebnis        |
| --- | ----------------- | ----------------- | --------- | ----------------- | ------------------------------------ | --------------- |
| 1.  | 26. November 1995 | Santiago de Chile | Sand      | Sébastien Leblanc | Nicolás Lapentti Gabriel Silberstein | 3:6, 7:5, 6:4   |
| 2.  | 21. Juli 1996     | Scheveningen      | Sand      | Paul Rosner       | Martijn Bok Dennis van Scheppingen   | 6:1, 3:6, 6:0   |
| 3.  | 8. Juni 1997      | Fürth             | Sand      | Paul Rosner       | Martin Sinner Joost Winnink          | 7:5, 6:3        |
| 4.  | 29. Juni 1997     | Braunschweig      | Sand      | Paul Rosner       | Nebojša Đorđević Óscar Ortiz         | 6:4, 6:3        |
| 5.  | 6. Januar 2002    | São Paulo         | Hartplatz | Frédéric Niemeyer | Federico Browne Luis Horna           | 6:7, 7:6, 6:4   |
| 6.  | 17. März 2002     | Salinas           | Hartplatz | Jeff Salzenstein  | Martín Rodríguez Diego Veronelli     | 6:73, 6:4, 7:63 |
| 7.  | 6. Juli 2003      | Cordoba (1)       | Hartplatz | Noam Okun         | Juan Ignacio Carrasco Albert Portas  | 6:4, 1:6, 6:4   |
| 8.  | 19. Oktober 2003  | Tiburon           | Hartplatz | Justin Gimelstob  | Diego Ayala Robert Kendrick          | 0:6, 6:3, 7:63  |
| 9.  | 15. Mai 2004      | Forest Hills      | Sand      | Justin Gimelstob  | Travis Rettenmaier Michael Tebbutt   | 6:4, 6:4        |
| 10. | 4. Juli 2004      | Cordoba (2)       | Hartplatz | Tripp Phillips    | Emilio Benfele Álvarez Josh Goffi    | 7:66, 7:61      |
| 11. | 5. Juni 2005      | Yuba City         | Hartplatz | Justin Gimelstob  | Santiago González Bruno Soares       | 6:2, 3:6, 7:61  |

#### Finalteilnahmen
| Nr. | Datum           | Turnier     | Belag     | Partner      | Finalgegner                     | Ergebnis |
| --- | --------------- | ----------- | --------- | ------------ | ------------------------------- | -------- |
| 1.  | 10. August 1997 | San Marino  | Sand      | David Roditi | Cristian Brandi Filippo Messori | 5:7, 4:6 |
| 2.  | 30. August 1998 | Long Island | Hartplatz | Dave Randall | Julián Alonso Javier Sánchez    | 4:6, 4:6 |